# Sport Club Thunerstern

El Sport Club Thunerstern es un club de hockey sobre patines de la ciudad suiza de Thun.
Actualmente milita en la LNA, que es la máxima categoría del hockey sobre patines en Suiza.
A nivel nacional ha logrado 8 campeonatos de liga y 7 de copa.
Su éxito deportivo más destacado a nivel internacional fue la participación en la final de la Recopa de Europa de la temporada 1992-1993, en la que cayó derrotado ante el OC Barcelos portugués.

## Palmarés
8 Ligas suizas: 1979-80, 1987-88, 1988-89, 1989-90, 1990-91, 1993-94, 2000-01, 2004-05
7 Copas suizas: 1986, 1989, 1994, 1997, 1998, 2001, 2006

## Plantilla 2018-2019
| - Gian Gempeler - Raphael Rettenmund - Cedric Wagner - Fabrio Tommasi - Mischa Fankhauser - Diogo Gomes - Rui Lorenzo Agostino |  | - Pereira André - Lukas Walther - Nicola Tommasi (portero) - Simos Panagopoulos (portero) - Andy Hostettler (portero) - Gian Rettenmund |